# Таутомерия

Обратимый переход из енольной в кетоформу

Таутомери́я (от греч. ταὐτός — тот же самый и μέρος — часть) — явление обратимой изомерии, при которой два или более изомера легко переходят друг в друга. При этом устанавливается таутомерное равновесие, и вещество одновременно содержит молекулы всех изомеров (таутомеров) в определённом соотношении.
Чаще всего при таутомеризации происходит перемещение атомов водорода от одного атома в молекуле к другому и обратно в одном и том же соединении. Классическим примером является ацетоуксусный эфир, представляющий собой равновесную смесь этилового эфира ацетоуксусной (I) и оксикротоновой кислот (II).
Таутомерия сильно проявляется для целого круга веществ, производных циановодорода. Так, уже сама синильная кислота существует в двух таутомерных формах:
{\displaystyle \mathrm {H\!-\!C\!\equiv \!N\rightleftharpoons H\!-\!N\!\equiv \!C} }.
При комнатной температуре равновесие превращения циановодорода в изоциановодород смещено влево. Показано, что менее стабильный изоциановодород более токсичен.

Таутомерные формы фосфористой кислоты

Аналогичное превращение известно для циановой кислоты, которая известна в трёх изомерных формах, однако таутомерное равновесие связывает только две из них: циановую и изоциановую кислоты:
{\displaystyle \mathrm {H\!-O\!-\!C\!\equiv \!N\rightleftharpoons H\!-\!N\!=\!C\!=\!O} .}
Для обеих таутомерных форм известны сложные эфиры, то есть продукты замещения в циановой кислоте водорода на углеводородные радикалы. В отличие от указанных таутомеров третий изомер — гремучая (фульминовая) кислота не способна к самопроизвольному превращению в другие формы.
С явлением таутомерии связаны многие химико-технологические процессы, особенно в области синтеза лекарственных веществ и красителей (производство витамина С и др.). Очень важна[чем?] роль таутомерии в процессах, протекающих в живых организмах.
Амид-иминольную таутомерию лактамов называют лактам-лактимной таутомерией. Она играет большую роль в химии гетероциклических соединений. Равновесие в большинстве случаев смещено в сторону лактамной формы.